# Pearlie
Pearlie è una serie animata prodotta da Sticky Pictures e Nelvana, basata sulla collana di libri "Pearlie the Park Fairy", scritti da Wendy Harmer.

## Trama
Pearlie è una fata nominata come guardiana dalla sede centrale delle fate per mantenere l'ordine nel Jubilee Park. Lei è piena di over-the-top piani per feste ed eventi per il parco e i suoi abitanti, e come dice lei, "tutto deve essere perfetto" per qualunque cosa che intende progettare. Lei è aiutata da Jasper, un folletto che preferisce non fare alcun vero lavoro. C'è anche Opal, una fata australiana inviata a imparare i metodi di gestione del parco da Pearlie.
La cugina di Pearlie, Saphira, è gelosa della sua popolarità nel mondo delle fate e disperatamente vuole che venga licenziata. Con il suo assistente Ludwig, un pipistrello, Saphira si propone di rovinare il giorno pimpante di Pearlie in qualsiasi modo. Pearlie rimane sempre ignara, pensando al meglio della cugina, mentre Opal e Jasper sono a conoscenza dei suoi piani diabolici.
La sigla italiana della serie, edita da RTI Music, è cantata da Benedetta Caretta.

## Personaggi
- Pearlie: Nominata dal quartier generale delle fate, è una fata che gestisce il Jubilee Park. Ha gli occhi verdi, lentiggini e chiari capelli biondi con leggeri riflessi turchesi. Lei è la protagonista della serie e appare in tutti gli episodi. Pearlie è buona, compassionevole, gentile, energica è ben voluta tra gli abitanti del Jublilee Park. Lei conosce le regole delle fate e le segue alla lettera, come avvertire gli altri della presenza di "grandi persone" (umani) visto che fate e folletti non possono e non devono essere visti dagli esseri umani. Pearlie ama divertirsi, e organizza feste per il parco e i suoi abitanti e, talvolta, non ascolta le esigenze altrui. Ma una volta che lei lo fa, si scusa sinceramente, facendo poi delle modifiche ai suoi piani. Ama anche cantare e ballare. Indossa sempre una tiara di perle di due colori; casualmente blu e rosa durante vari momenti. Pearlie non sa dei piani malvagi di sua cugina Saphira, pensando sempre al meglio per lei. Ha una cotta per una fata di nome Leaf, che lui la ricambia durante la serie. La bacchetta magica di Pearlie ha un fiocco di neve fatto di perle sulla punta (da qui prende il suo nome).
- Jasper: Jasper è un elfo giardiniere con dei dreadlocks che è in grado di parlare con le piante. Lui è un po' pigro ed è il migliore amico di Pearlie, pur essendo un elfo. A causa delle sue ali, viene spesso scambiato per una fata. Ha una cotta per Fern e ama la natura. Il suo compito è quello di mantenere le piante e gli animali nel parco felici facendo attività casuali con loro. Jasper vive in una cassetta postale abbandonata alle porte del parco. Viene visto con Pearlie in quasi ogni episodio.
- Opal: è una fata australiana inviata in America da parte del Consiglio delle Fate per imparare i metodi avanzati di mantenimento del parco. Opal non usa una bacchetta, invece ha un lazo magico. Vive in un tronco cavo ai margini di un giardino, all'interno del parco. Lei è un po' maschiaccio, ama ballare, gli stivali sono le sue calzature preferite ed è anche una campionessa di rodeo su coleotteri. Opal sa che Saphira ha un atteggiamento molto presuntuoso che dimostra che lei è un poco di buono. Opal rende noto che lei non piace lei e fa del suo meglio per difendere chiunque dalla sua ira. Dimostra anche di essere impaziente ma ha un cuore grande, ed è sempre pronta ad aiutare i suoi amici e altri animali. Opal a volte resta in contrasto con le idee di Pearlie e non pensa prima che lei faccia qualcosa, ma poi ammette i suoi errori e si mette all'opera con lei.
- Saphira
- Ludwig
- Gobsmack
- Scrag

## Personaggi e doppiatori
| Nome del personaggio | Doppiatore originale | Doppiatore italiano |
| -------------------- | -------------------- | ------------------- |
| Pearlie              | Marieve Herington    | Jasmine Laurenti    |
| Jasper               | Nathan Stephenson    | Renato Novara       |
| Opal                 | Hélène Joy           | Beatrice Caggiula   |
| Saphira              | Michelle Monteith    | Elisabetta Spinelli |
| Ludwig               | Jonathan Wilson      | Graziano Galoforo   |
| Gobsmack             | David Berni          | Diego Sabre         |
| Scrag                | Christian Potenza    | Riccardo Rovatti    |